# Hans Zollner (Verbandsfunktionär)
Hans Zollner (* 15. April 1921; † 27. September 2001 in München) war ein deutscher Geschäftsführer und Präsident der Sektion Alpiner Ski-Club München sowie Schatzmeister und 2. Vorsitzender des gesamten Deutschen Alpenvereins (DAV).

## Leben
Nach seiner Rekrutierung und Einberufung zur Wehrmacht 1945 bis 1947 geriet Zollner in englische Kriegsgefangenschaft. Nach seiner Entlassung aus der Gefangenschaft trat er 1947 in die Firma Kupfer- und Messingwerke Moosach in München ein. 1952 wurde er Geschäftsführer und ab 1970 alleiniger Geschäftsführer dieser Firma. Zollner interessierte sich schon früh für das Bergsteigen, 1952 trat er in die Sektion Alpiner Ski Club München des DAV ein. Von 1953 bis 1964 und von 1970 bis 1976 wurde er 1. Vorsitzender sowie 2. Vorsitzender im Jahr 1967. 1981 wurde er zum Ehrenmitglied ernannt.
Beim Deutschen Alpenverein (DAV) wurde er von 1971 bis 1976 Schatzmeister und 2. Vorsitzender von 1977 bis 1979. Hans Zollner hat als damaliger 2. Vorsitzender des DAV in einer Feierstunde am 17. November 1978 die Jugendausbildungsstätte, das Haus Sonnenhalde in Burgberg im Allgäu, eingeweiht. Im Auftrag des DAV wirkte er erfolgreich als Vorstandsmitglied des Deutschen Naturschutzring, der Dachorganisation der Umweltverbände in Deutschland. Dort setzte er sich für eine Naturschutzpolitik mit Augenmaß ein, die den Dialog zwischen den Vertretern des extremen Naturschutzes mit den Freizeitsportlern in den Vordergrund stellte. Ebenfalls im DAV war er als Beauftragter für die UIAA, als Mitglied der UIAA Finanzkommission und als Beauftragter für Finanz- und Wirtschaftsfragen tätig. Ende 1999 schied er als Mitglied aus dem Beirat des DAV Summit Clubs aus, der auf seine Initiative 1984 von der DAV Berg- und Skischule in ein selbstständiges Unternehmen ausgegliedert wurde, um sich am freien Markt zu behaupten.

## Ehrung
1983 erhielt Hans Zollner das Bundesverdienstkreuz 1. Klasse. Auszüge aus dem Schreiben des Bayrischen Staatsministeriums für Landesentwicklung und Umweltfragen:

„Als 2. Vorsitzender des Deutschen Alpenvereins habe sich Herr Zollner insbesondere mit großem Erfolg für die Sanierung des Hüttenbestandes der Sektionen im Hinblick auf die Erfordernisse des Natur- und Umweltschutzes sowie für die zügige Durchführung der Sanierung der Gebirgswanderwege eingesetzt. In seiner immer ausgleichenden und kompromissfähigen Art habe Herr Zollner damit innerhalb des Deutschen Alpenvereins erfolgreich auf die Förderung von natur- und umweltbewussten Verhaltensweisen hingewirkt und sich für die Belange des Nuturschutzes und der Landschaftspflege nicht nur im gesamten Alpenraum sondern auch bundesweit eingesetzt. Mit der Verleihung des Verdienstkreuzes 1. Klasse hätten die Verdienste Hans Zollners für den Deutschen Alpenverein und seine Bemühungen für den Umweltschutz die gebührende öffentliche Anerkennung erfahren.“